# Leptostegna
Leptostegna is een geslacht van vlinders van de familie spanners (Geometridae), uit de onderfamilie Larentiinae.

## Soorten
- L. asiatica Warren, 1893
- L. tenerata Christoph, 1881